# 望龍門纜車
望龍門纜車位於重慶市渝中區望龍門碼頭，文物遺址年代為1945年，2009年12月15日列為第二批重慶市文物保護單位。